# إرساء السلطة السوفيتية (1917-1918)
يشير مصطلح إرساء السلطة السوفيتية (في التاريخ السوفيتي، «موكب النصر الخاص بالسلطة السوفيتية») إلى عملية إرساء السلطة السوفيتية في جميع أنحاء الإمبراطورية الروسية السابقة باستثناء المناطق الواقعة تحت احتلال قوات القوى المركز بعد الاستيلاء على السلطة في بتروغراد في 25 أكتوبر 1917، واكتملت معظم تلك العملية مع بداية العدوان الألماني على طول الجبهة بأكملها في 18 فبراير 1918.

## لمحة عامة
تميزت الفترة بين نوفمبر 1917 وفبراير 1918 بالسرعة والسهولة النسبيتين في ترسيخ السلطة البلشفية والقضاء على المقاومة المسلحة التابعة لخصومهم (بالقرب من بتروغراد في موسكو وأوكرانياونهر الدون وكوبان، إلخ). تميزت تلك الفترة بالحضور الواضح للدعم الشعبي بين القوات البلشفية: أذ قاموا بتصفية ملكية ملاك الأراضي بشكلٍ حاسم، ونقلوا الأراضي إلى الفلاحين، وبدأوا في سحب روسيا من الحرب، وأدخلوا سيطرة العمال على الصناعة، وأقروا حق شعوب الإمبراطورية السابقة في الحصول على استقلال دولتهم، لذلك حظوا بدعم الشعب. عوض هذا الدعم الهائل عن الضعف العددي والتنظيمي للقوات المسلحة الخاصة بالسلطة البلشيفية (مفارز الحرس الأحمر، والبحارة الثوريين وجنود الجيش القديم).
لم يدعم السوفييت أنفسهم في الوقت ذاته، باعتبار أن جميع أجهزة السلطة تقع تحت سيطرتهم، سيطرة البلاشفة على مقاليد السلطة. لم يتردد البلاشفة في حل المجالس الفردية واستبدالها في حالة رفضها لأن تصبح أجهزة خاضعة لدكتاتورية حزب العمل الديموقراطي الاجتماعي الروسي، واستبدلوها بهيئات استثنائية، كاللجان الثورية واللجان الثورية العسكرية، إلخ. يظهر هذا أن هدفهم تمثل في ترسيخ ديكتاتورية حزبهم دون الاهتمام كثيرًا بشكله الملموس المتمثل في «القوى السوفيتية»
لم تحظ القوات المعادية للبلاشفة (الضباط المتطوعون، وقوزاق الوحدات الخلفية، والطلاب العسكريون) بدعم شعبي كبير في الشهور الأولى التالية لأكتوبر، لذلك أسفرت محاولاتهم في تنظيم المقاومة في الجبهة وفي مناطق القوزاق عن أثارٍ طفيفة فقط. فشل زعيم نهر الدون أليكسي كاليدن في حشد القوزاق في الخطوط الأمامية للقتال ضد النظام البلشفي لأن القوزاق، بسبب إجهاد قواته في الحرب، لم يرغب في الدخول في حرب مع البلاشفة الذين انتهت الحرب على أيديهم. لم يتمكن الجينرال ميخائيل أليكسيف والجينرال لافار كورنيلوف من تشكيل جيش كبير من المتطوعين على ضفاف نهر الدون للسبب ذاته.
لم تكتمل عملية القضاء على مراكز المقاومة الأولى والتشكيلات المسلحة المعادية للبلشفية بسبب ضعف عمل هيئات السلطة السوفييتية التي كانت لا تزال ضعيفة في ذلك الوقت والفعالية القتالية دون المستوى لمفارز الحرس الأحمر ووحدات الجيش الأحمر. زاد عدد منظمات الضباط السرية في مدن منطقة الفولغا وسيبيريا والمناطق الأخرى. تمكن جيش التطوع من المواصلة والاحتفاظ بسيطرته على كوادر الضباط الرئيسية. شهدت الحركة البيضاء في ذلك الوقت فترة من التكوين الحزبي السري تميزت بإرساء الأسس الأيديولوجية والتنظيمية والبشرية والمادية للحكومات البيضاء المستقبلية وجيوشها.